# Onthophagus verticicornis
Onthophagus verticicornis là một loài bọ cánh cứng trong họ Bọ hung (Scarabaeidae).

## Hình ảnh

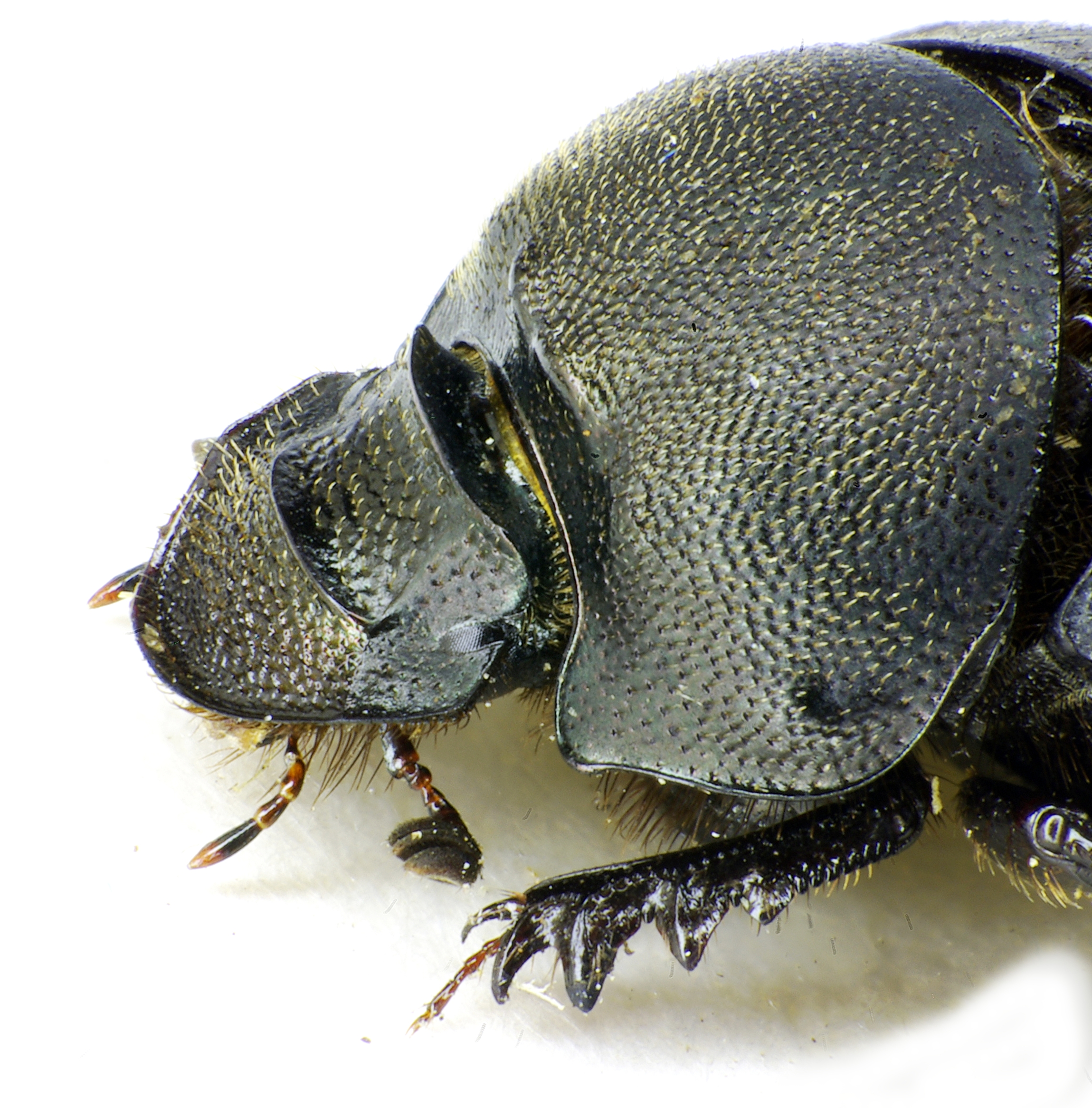
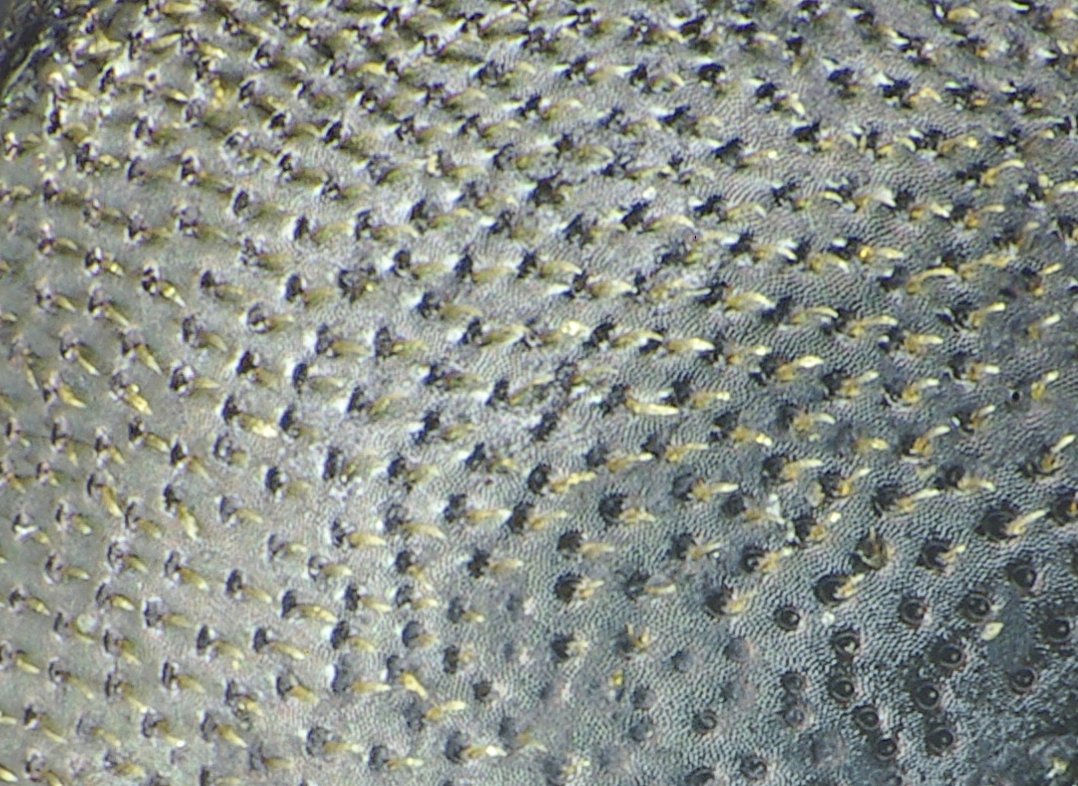
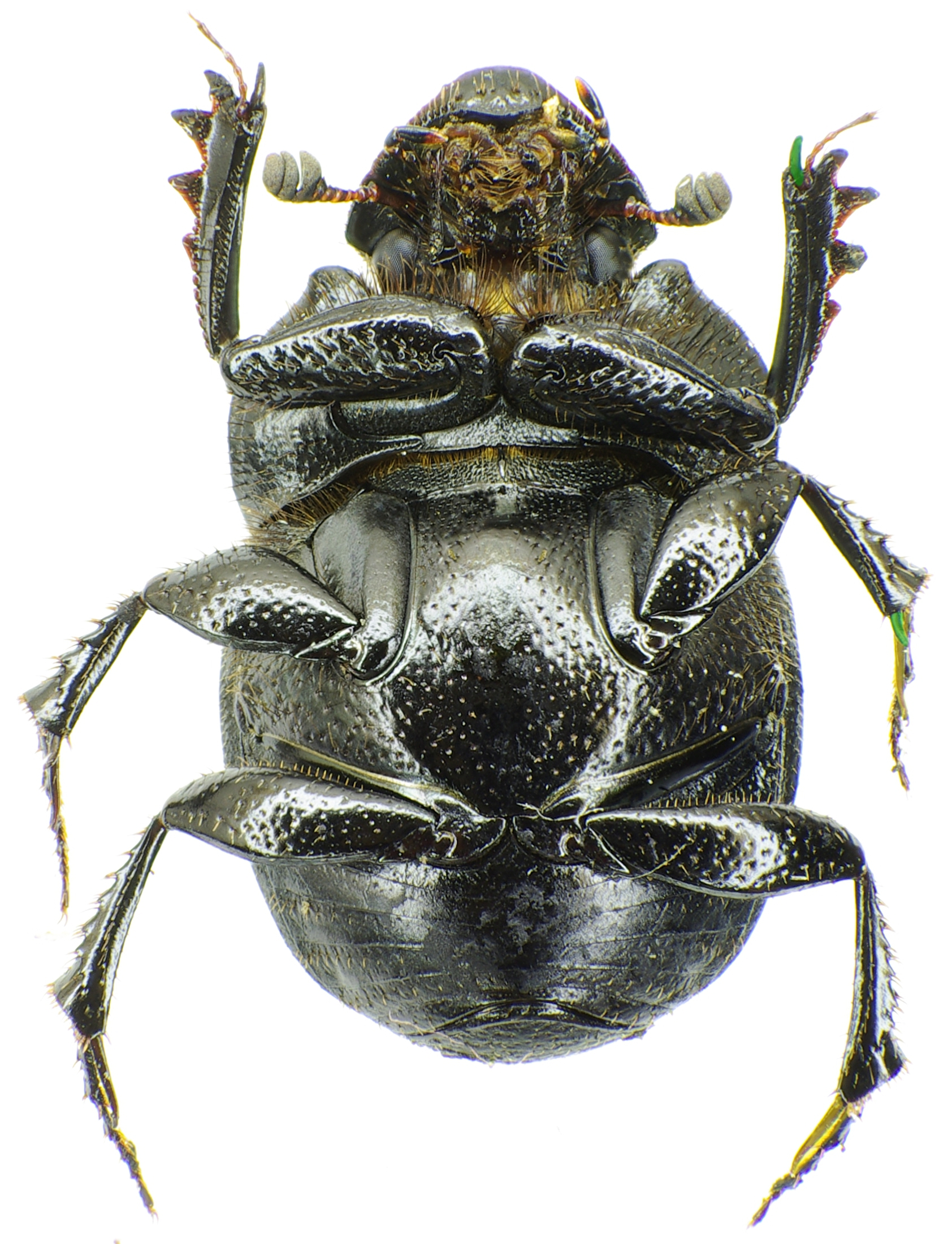
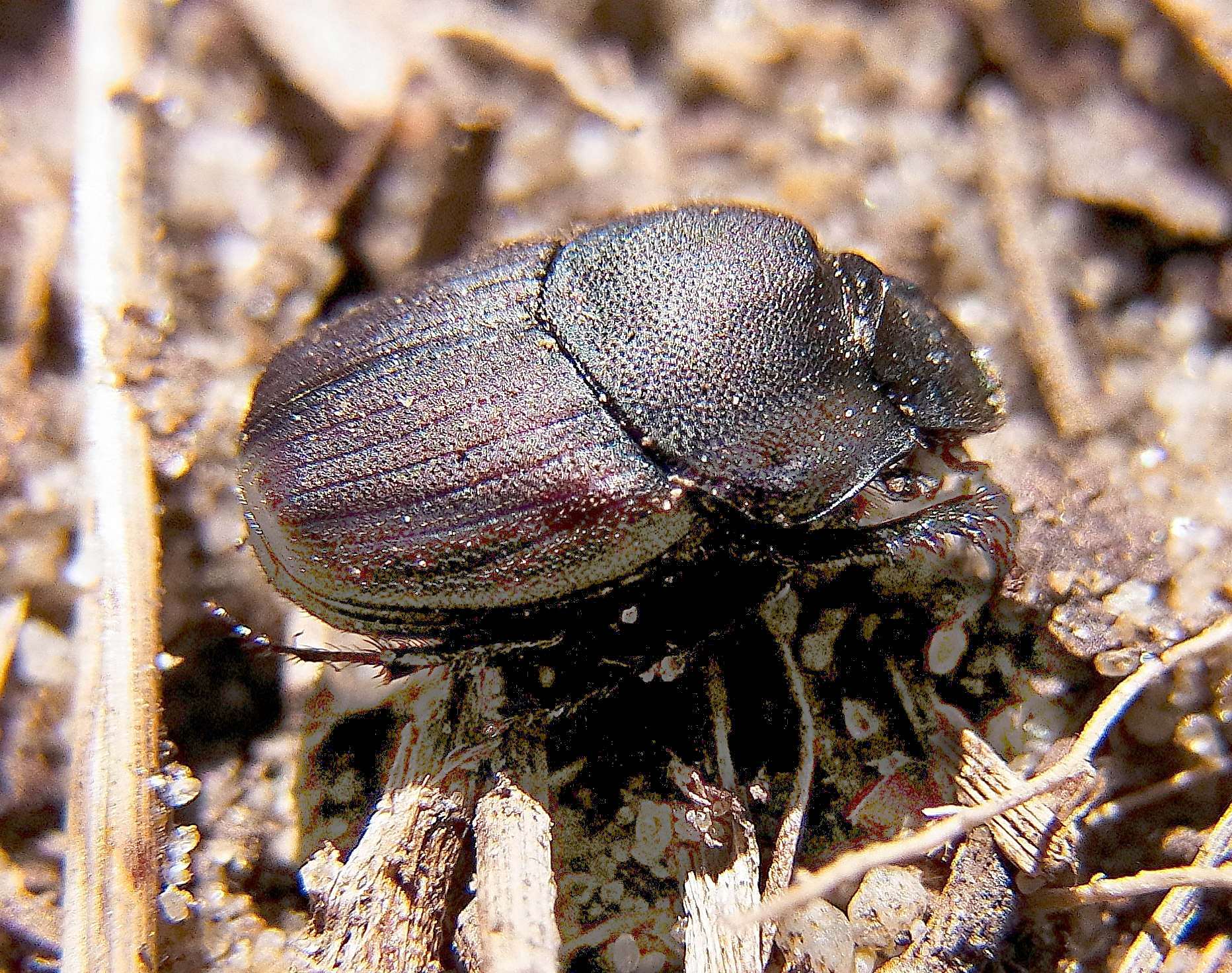